# 薩馬爾西克 (巴甫洛格勒區)
48°26′50″N 36°6′3″E / 48.44722°N 36.10083°E
薩馬爾西克（烏克蘭語：Самарське），是烏克蘭的村落，位於該國中部第聶伯羅彼得羅夫斯克州，由巴甫洛格勒區負責管轄，處於薩馬拉河右岸，距離梅爾察利夫卡4公里，海拔高度68米，2001年人口214。